# Histoire du canal de Panama

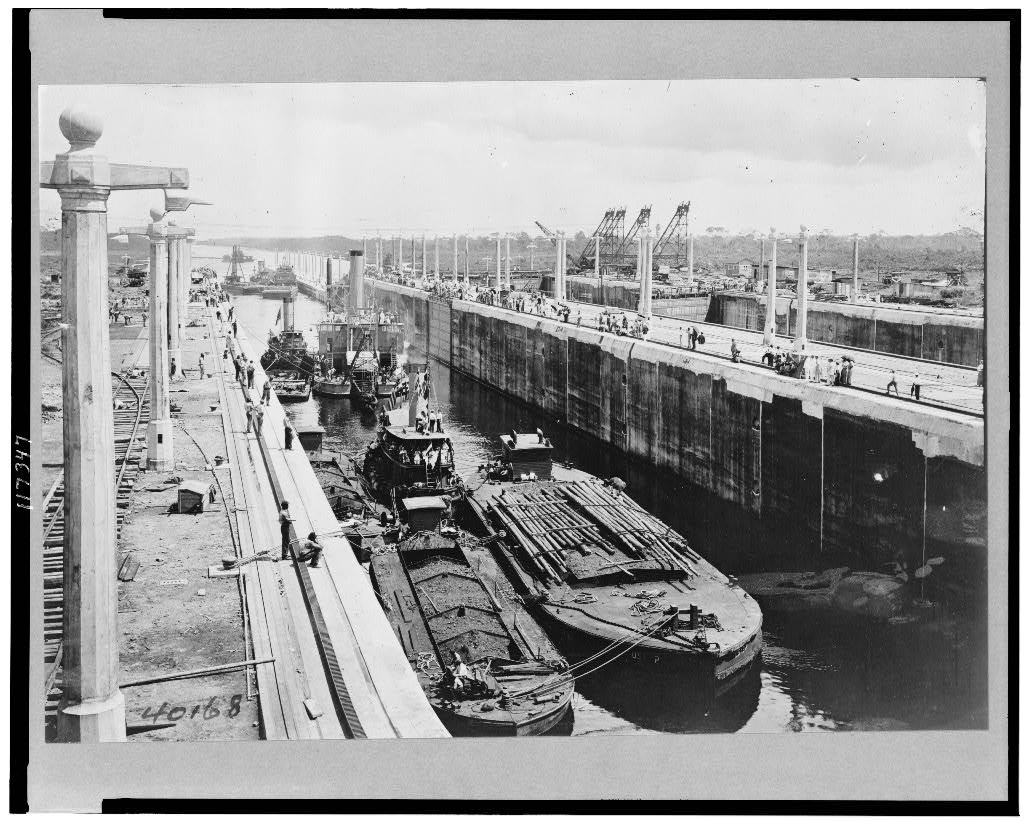
Écluse du canal de Panama en 1913

L’histoire du canal de Panama remonte aux premiers explorateurs européens en Amérique puisque la mince bande de terre de l'isthme de Panama offrait une occasion unique de créer un passage maritime entre l'océan Pacifique et l'océan Atlantique. Les premiers colons de l'Amérique centrale l'ont vite reconnu et des plans de canaux ont été produits à plusieurs reprises par la suite.
Vers la fin du XIXe siècle, les avancées technologiques et les pressions commerciales étaient telles que la construction d'un canal devient une proposition viable. Une première tentative de la France échoue mais permet de faire une première percée. Celle-ci est utilisée par la suite par les États-Unis, donnant l'actuel canal de Panama en 1914. La construction en tant que telle du canal coûta la vie officiellement à plus de 5 600 travailleurs durant la période 1881-1889, une source américaine en 1912 estima qu'il y a eu en réalité plus de 22 000 décès. En même temps, la nation du Panama est créée par division avec la Colombie. Le Panama récupère la gestion du canal, jusqu'alors américaine, le 31 décembre 1999.
Actuellement, le canal est toujours en opération, dégage des bénéfices et représente une composante vitale du transport maritime mondial.

## Avant le canal
La localisation stratégique de l'isthme de Panama et la courte distance séparant les océans ont conduit à plusieurs tentatives à travers les siècles de créer une route à travers l'isthme. Si la plupart des premiers projets concernaient une route terrestre reliant les ports, un canal a été envisagé très tôt.
L’idée de la construction du canal de Panama remonte au XVe siècle, après des reconnaissances effectuées par Christophe Colomb et Hernán Cortés. José de Acosta rédige en 1590 un rapport contestant l’idée de relier les deux océans comme le veulent certains navigateurs et explorateurs espagnols : « Quelques personnes ont parlé de couper cet intervalle de six lieues et de joindre une mer avec l’autre […]. Ce serait noyer la terre, une mer étant plus basse que l’autre. »
L’idée du canal restera en suspens durant un moment pour ne réapparaître qu’au début du XIXe siècle après le voyage du naturaliste prussien, le baron von Humboldt, qui établit un projet coupant l’isthme entre Chagres et Panama. L'ingénieur Ferdinand de Lesseps présente alors son projet du percement du canal de Panama dix ans plus tard.

### Premières routes
L'isthme de Panama est déjà utilisé par les Amérindiens avant l'invasion européenne du XVe siècle. Les premiers explorateurs européens découvrent des routes vieilles de plusieurs siècles à travers l'isthme utilisées par des civilisations précolombiennes et les peuples Waunana et Ngöbe.
L'auteur Gavin Menzies suggère dans son hypothèse 1421 controversée que des commerçants chinois ont maintenu une présence commerciale pré-précolombienne au Panama et construit un petit canal, en notant que le grand canal de Chine remonte au Ve siècle av. J.-C. Cette théorie n'a toutefois pas reçu un grand soutien.

### Ère espagnole
Le 25 septembre 1513, Vasco Núñez de Balboa est le premier explorateur européen à voir le Pacifique Est. Il construit une route de 50 à 65 km de long qui sera utilisée pour transporter ses navires de Santa María la Antigua del Darién sur la côte Atlantique du Panama à la baie San Miguel (Pacifique), mais celle-ci est vite abandonnée.
En novembre 1515, le capitaine Antonio Tello de Guzmán découvre un chemin traversant l'isthme depuis le golfe de Panama jusqu’à Portobelo, près du site de la ville abandonnée de Nombre de Dios. Ce chemin était utilisé par les natifs pendant des siècles et était praticable. Il est amélioré et pavé par les Espagnols et devient El Camino Real de Portobelo ou sentier de Portobelo. La route est alors utilisée pour transporter l'or jusqu’à Portobelo pour l'amener en Espagne et devient la première route majeure de l'isthme.
En 1524, Charles Quint suggère qu'en creusant la terre quelque part au Panama, les voyages vers l'Équateur et le Pérou seraient plus courts et permettraient aux navires d'éviter le cap Horn et ses périls, notamment pour le transport d'or. Un premier plan est produit en 1529 mais la situation politique en Europe et le niveau technologique de l'époque rendent cela impossible.
La route du Pacifique à Portobelo connaît ses premiers problèmes et en 1533 Gaspar de Espinosa recommande au roi de construire une nouvelle route. Son plan est de construire une route depuis la ville de Panama, à la ville de Cruces, sur les rives du río Chagres et à 30 km de Panama. Une fois sur la rivière Chagres, les bateaux transportent leur cargaison jusque dans la mer des Caraïbes. La route est construite et est appelée El Camino Real de Cruces ou sentier Las Cruces. À l'embouchure de la rivière Chagres, la petite ville de Chagres est fortifiée et le fort San Lorenzo est construit sur un promontoire surplombant la région. De Chagres, les trésors et autres cargaisons sont transportés jusqu’à l'entrepôt du roi à Portobelo.

C'est par cette voie, qu'en 1671, les flibustiers commandés par Henry Morgan partant du fort San Lorenzo et remontant le rio Chagres jusqu'au village de Barro Colorado, puis par le Camino de Cruces, mettent à sac la ville de Panama.
La route durera plusieurs années et sera même utilisée dans les années 1840 par les chercheurs d'or se dirigeant vers la ruée vers l'or en Californie.

### Théories portugaises
Le premier navigateur portugais à s’intéresser à la construction d’un canal en Amérique centrale fut Magellan, qui, en 1520, prouva que le chemin de l’époque était bien trop dangereux et qu’il fallait trouver un moyen plus simple pour atteindre les mers du Sud. Quelques années plus tard, en 1550, un autre navigateur portugais, Antonio Galvao, affirma que l’unique moyen de créer un accès rapide aux mers du Sud serait un passage artificiel et que les seuls endroits envisageables pour un tel passage serait Tehuantepec, le Nicaragua, le Panama ou Darién.

### Expédition écossaise
Le projet Darién est une autre tentative d'établir une route entre les océans. En juillet 1698, cinq navires quittent Leith en Écosse dans le but d'établir une colonie à Darién et de construire une route pour le commerce vers la Chine et le Japon. Les colons arrivent en novembre à Darién et se l'approprient comme colonie de Calédonie. Mais l'expédition est mal préparée pour les conditions hostiles, souffre des maladies locales et d'une mauvaise organisation. Les colons abandonnent finalement New Edinburgh en laissant quatre cents tombes derrière eux.
Hélas, une autre expédition de soutien a déjà quitté l'Écosse et arrive à la colonie en novembre 1699, rencontre les mêmes problèmes en plus d'une attaque et d'un blocus des Espagnols. Le 12 avril 1700, la Calédonie est abandonnée pour la dernière fois.

### Tentative de Guillaume III
C’est en 1695 que William Patterson obtient le droit de creuser un canal inter-océanique à Darién sous le pavillon anglais de Guillaume III. Cependant, ce projet disparut aussi vite qu’il était apparu.

### Chemin de fer
Au XIXe siècle, il devient évident que le chemin Las Cruces ne suffit plus : il faut un moyen plus rapide et moins coûteux de transport à travers l'isthme. Étant donné la difficulté de construction d'un canal, un chemin de fer semble être une solution idéale.
Les études commencent dès 1827 ; plusieurs projets sont proposés et des capitaux sont recherchés. Vers le milieu du siècle, d'autres facteurs sont encourageants : l'annexion de la Californie par les États-Unis en 1848 et les mouvements toujours plus nombreux de colons vers la côte ouest accroissent la demande pour une route rapide entre les océans ; la ruée vers l'or de Californie prolonge ce mouvement.
Le chemin de fer du Panama est alors construit à travers l'isthme de 1850 à 1855 ; il fait 75 km de long de Colón sur la côte Atlantique jusqu’à Panama sur le Pacifique. Le projet représente un chef-d'œuvre d'ingénierie de son temps, réalisé dans des conditions difficiles : on estime que plus de 12 000 personnes sont mortes dans sa construction, la plupart du choléra, du paludisme et de la fièvre jaune.
Jusqu’à l'ouverture du canal, le chemin de fer a transporté le plus gros volume de fret par unité de longueur que n'importe quelle autre voie ferrée dans le monde. L'existence du chemin de fer a été un facteur clé dans la sélection de Panama comme lieu du canal.

## Projet français

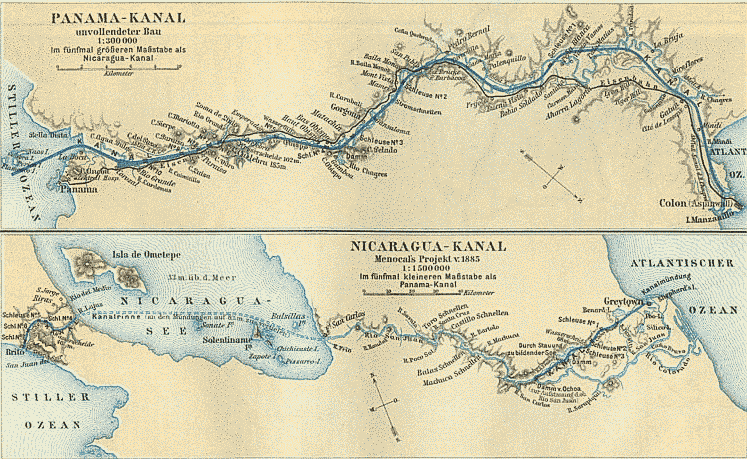
Carte allemande de 1888 montrant la route proposée pour le canal de Panama ainsi que la route alternative du canal de Nicaragua.

L'idée de construire un canal à travers l'Amérique centrale est suggérée à nouveau par un scientifique allemand, Alexander von Humboldt, ce qui mène à un regain d'intérêt au début du XIXe siècle. En 1819, le gouvernement espagnol autorise la construction d'un canal et la création d'une compagnie pour le construire.
La république de la Nouvelle-Grenade, actuelle Colombie, accorda en 1839, pour la première fois à une compagnie française, une concession pour établir une ligne de communication de la ville de Panama à un point quelconque de la côte atlantique par n’importe lequel des moyens de transport désirés. La France effectua des études sur le terrain et les résultats furent suffisamment positifs pour que le Premier ministre français, Guizot, envoie un officier, Napoléon Garella pour constater l’optimisme des recherches. Il ne trouva rien sur place qui puisse confirmer tout cela et même au contraire, il souligna la difficulté de l’entreprise, ce qui poussa le gouvernement français à ne plus s’intéresser au canal et amena la compagnie à renoncer.
Le projet ne fait que flotter dans l'air pendant un certain temps mais de nombreuses études sont conduites entre 1850 et 1875, aboutissant à la conclusion que les deux routes les plus favorables sont à travers Panama (alors partie de la Colombie) et le Nicaragua ; une route à travers l'isthme de Tehuantepec au Mexique est une troisième option.

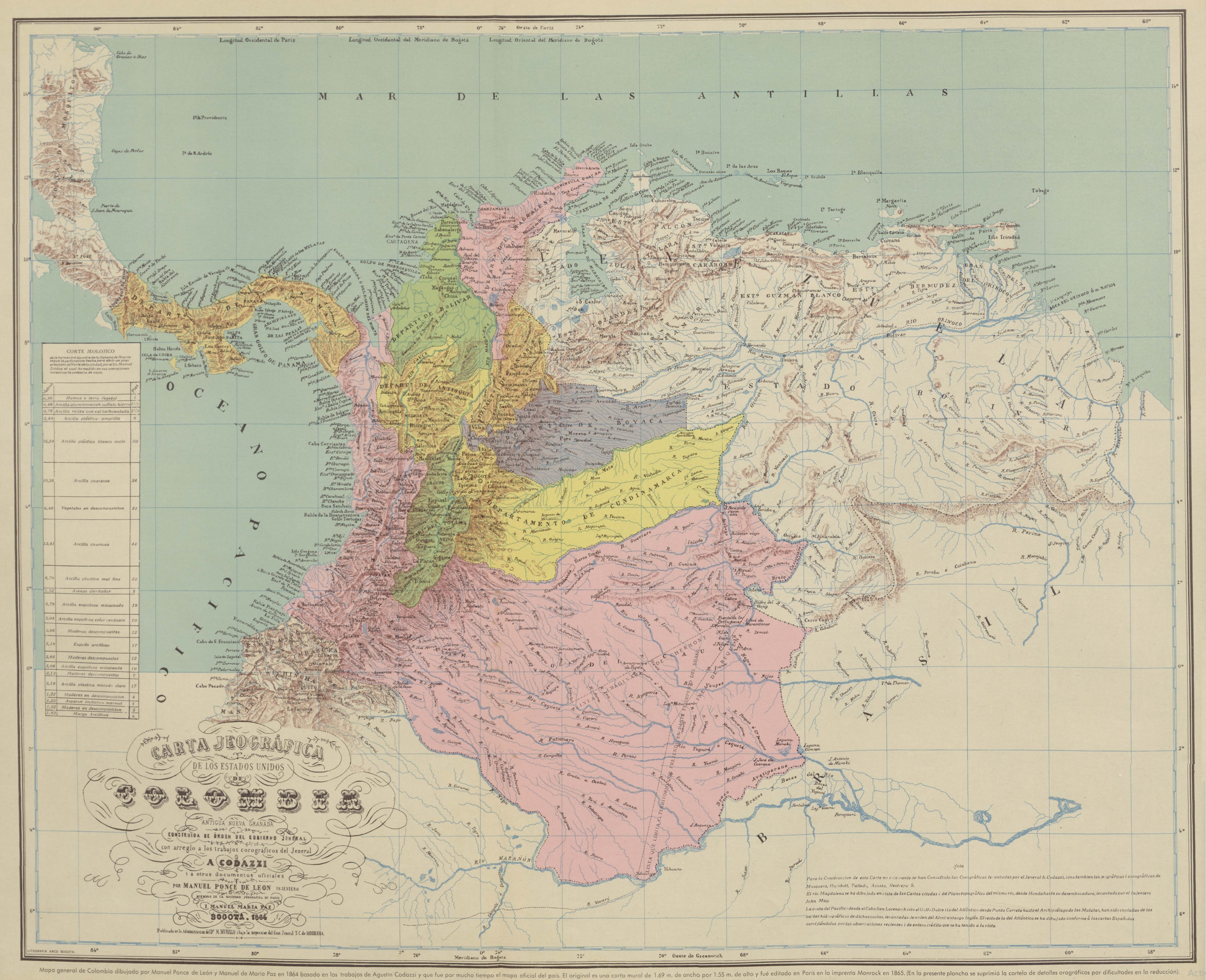
Les États-Unis de Colombie en 1863

En juin 1876, Étienne Türr et Antoine (ou Arnaud) de Gorgonza, un négociant français, ont obtenu une première concession du gouvernement des États-Unis de Colombie pour le percement d'un canal en Nouvelle-Grenade. Pour financer les recherches dans l'isthme de Darien permettant de préciser la meilleure implantation possible du canal est créée le 19 août 1876 la « Société civile internationale du Canal interocéanique par l'isthme du Darien ». Deux expéditions entreprises par la Commission scientifique pour l'exploration de l'isthme sont dirigées par Lucien Napoléon Bonaparte-Wyse entre 1876 et 1879. Ce dernier signe au nom de la Société civile internationale avec le gouvernement colombien le contrat de concession pour le percement et l'exploitation du canal, dite « Concession Wyse », en mars 1878.
En mai 1879, le Français Ferdinand de Lesseps qui a mené à bien le percement du canal de Suez, est président du jury du Congrès international du canal interocéanique organisé par la Société de géographie à Paris. Le projet de canal interocéanique sans écluse qui doit relier l'océan Atlantique à l'océan Pacifique par l'isthme de Panama de Lucien Napoléon Bonaparte-Wyse, qui a obtenu une concession de 99 ans avec le gouvernement colombien pour l’exploitation du canal (« Concession Wyse »), et Armand Reclus est repris par Ferdinand de Lesseps qui met tout son poids dans la balance pour le faire adopter par le Congrès. Pourtant Adolphe Godin de Lépinay ose prendre la parole. Cet ingénieur français, diplômé de l’École des Ponts-et-Chaussées, remet en cause le choix d’un canal à niveau, préférant celui à écluse. Il est sûr de lui, car il a fait une étude du tracé du canal. Il sait que le projet est faisable, et que celui de Lesseps est une solution irréalisable. D’abord le coût est bien plus élevé que le sien, ensuite il est un des seuls ingénieurs dans la salle à avoir déjà exécuté des travaux en Amérique tropicale, chiffrant à 50 000 hommes le nombre de pertes humaines potentielles, à cause du climat meurtrier et aux maladies endémiques de Panama. Il vota non, Lesseps menaça de quitter le projet et fit pression sur les membres du congrès. Le canal à niveau fut voté. Ferdinand de Lesseps rachète les droits de la concession Wyse pour dix millions de francs et annonce le lancement de la Compagnie universelle du canal interocéanique de Panama, qui sera au cœur du scandale de Panama.
Le Congrès avait évalué le budget à 1 200 millions de francs. Ferdinand de Lesseps tente une première levée de fonds en 1879 qui se solde par un échec. Cette même année, il part pour Panama avec sa famille. Sa fille Ferdinande porte le premier coup de pioche du canal le premier janvier 1880. Ferdinand de Lesseps rentre par New York où il est accueilli avec courtoisie mais les dirigeants américains ne lui cachent pas qu’ils s’opposeraient à lui de toutes les façons dans son entreprise. De retour en France, Ferdinand de Lesseps a ramené le budget à 600 millions de francs par peur d'un autre échec de sa levée de fonds. Grâce à l'appui des banques de guichet, qui sont associées à l'affaire, l'émission des actions de la Compagnie universelle en 1880 est un remarquable succès financier.
Le projet rencontre aussitôt l'opposition des États-Unis ; le président Rutherford Birchard Hayes rend public son désaccord concernant le contrat franco-colombien : « Notre intérêt commercial est supérieur à celui de tous les autres pays, de même que les relations du canal avec notre pouvoir et notre prospérité en tant que Nation. (...) Les États-Unis ont le droit et le devoir d’affirmer et de maintenir leur autorité d’intervention sur n’importe quel canal interocéanique qui traverse l’isthme ».

## Premier coup de pioche

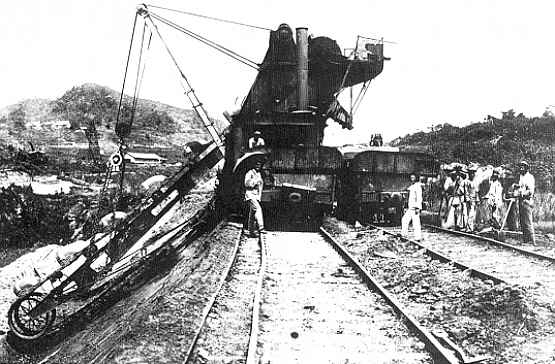
Excavatrice au travail dans le Bas Obispo en 1886

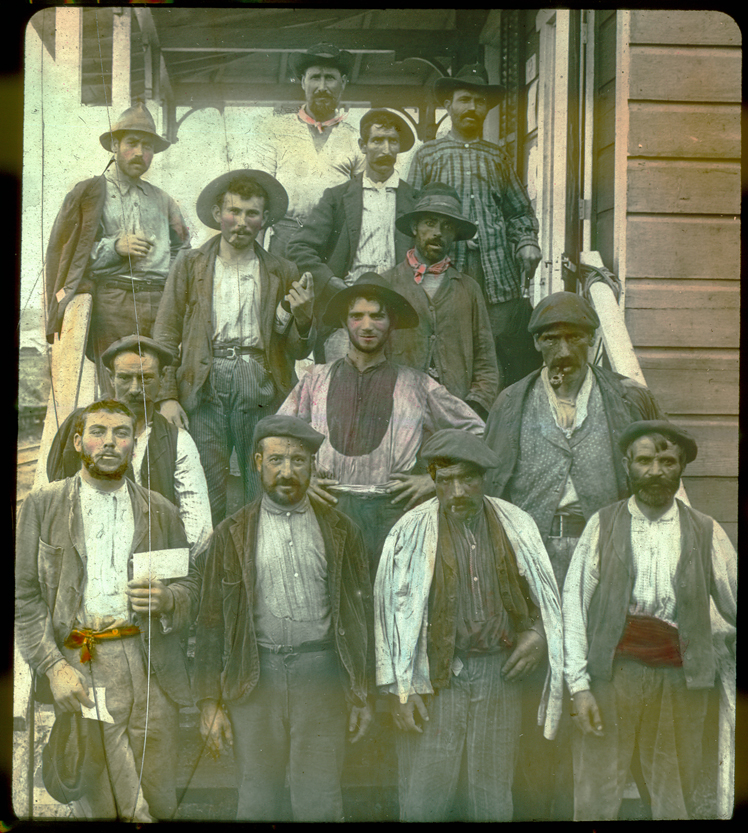
Photo ancienne datant du début des années 1900, colorisée à la main présentant un groupe d'ouvriers espagnols travaillant sur le chantier du canal de Panama ou " Isthmian Canal ; canal isthmique". Début des années 1900. Archives médicales militaires des États-Unis

Les travaux débutent en 1881 et rencontrent plusieurs difficultés : accidents de terrain, épidémies de malaria et de fièvre jaune, forte mortalité parmi le personnel, etc.  Un autre problème survint en septembre 1882, lorsqu’un tremblement de terre secoua l’isthme et fit interrompre les travaux et le trafic du chemin de fer pendant un certain temps. Cet événement amena une baisse des actions à Paris.
Ferdinand de Lesseps avait pour choix initial de construire un canal à niveau comme il l’avait fait pour le canal de Suez. Or le massif de la Culebra, situé sur le tracé du canal, était l'obstacle principal pour la réalisation de ce projet, impliquant l'obligation de devoir creuser une énorme tranchée sur un terrain constitué de différentes couches géologiques. Pressé par ses ingénieurs, Lesseps adopte finalement en 1887 un projet comportant dix écluses permettant ainsi à l'ouvrage de s'adapter au relief de la région, et qui seront conçues par Gustave Eiffel.
Mais le chantier a pris du retard notamment du fait de la mortalité effrayante sur le chantier.
Lesseps, ayant sous-estimé le budget en 1880, voit les titres de la Compagnie universelle chuter en Bourse. Il fait alors appel à des hommes d'affaires tels que le baron de Reinach et Cornelius Herz, qui n'hésitent pas à soudoyer la presse et à corrompre des ministres et des parlementaires pour obtenir des pouvoirs publics le droit d'émettre des obligations à lots. Deux millions de ces titres, à la fois obligations cotées en Bourse et billets de loterie, sont émis en 1888. L'émission est un échec, avec moins de la moitié des bons vendus. Les banques, au premier rang desquelles le Crédit lyonnais et la Société générale, décident de jeter l'éponge et cessent de soutenir le projet, entrainant la faillite de la Compagnie universelle en 1889. La banqueroute de la compagnie intervient au moment même où, au Panama, les travaux avançaient enfin à un rythme soutenu.
La banqueroute de la Compagnie de Panama est le plus grand scandale financier du XIXe siècle en France. Dans un climat politique tendu, on cherche des coupables. Les comptes de la Compagnie universelle sont passés au peigne fin. En 1892, l'affaire de corruption politique s'ébruite et mène au scandale de Panama, jetant le discrédit sur l'œuvre française au Panama, qui a pourtant jeté les bases du canal.

## Main d’œuvre noire américaine et européenne
En 1886, le nombre total d'employés européens (dont 80 % français) émargeant dans l'Isthme mensuellement est de 670 ; et le nombre d'ouvrier est de 14 605, tous sont noirs, « les conditions sanitaires, excluant absolument sous peine de décès dans les trois mois, l'emploi de manœuvres ou d'ouvriers européens, sauf d'infimes exceptions ».  Après les abolitions de l'esclavage, les descendants d'esclaves qui sont libres mais n'ont pas accès au travail ou à la terre vont migrer des îles (antillaises) et du continent, vers toute la Caraïbe et vers des chantiers comme celui de Panama, ou d'autre grands chantiers (forestier ou de chemin de fer) que les États-Unis, se substituant aux puissances coloniales vont insuffler au Mexique et en Amérique centrale. Ils viennent grossir le contingent d'Afropanameño (es) qui arrivent au Panama avec la colonisation espagnole et restés sur place, forment aujourd'hui une partie de la population panaméenne.
La fièvre jaune fit des ravages dans les rangs de la Compagnie. Pour la période 1881-1889, les autorités françaises de la Compagnie reconnaissent 5 618 décès chez les travailleurs (par paludisme, dysenterie, et fièvre jaune), des sources américaines font état pour la même période de 22 189 décès. Des ouvriers apportent avec eux leur propre cercueil en arrivant à Panama. Les « blancs » ne pourront être protégés efficacement des maladies tropicales qu'avec le début de la compagnie américaine, grâce aux travaux de Reed, Lazear pour la  fièvre jaune, Ronald Ross pour le paludisme, notamment. En janvier 1909, mois placé au milieu des deux années d'activité maxima d'excavation de la période américaine, on trouve 4 295 agents américains payés au mois, sur un personnel total de 24 878 individus. Parmi ceux-ci 4 913 manœuvres européens, la plupart Espagnols. 2 922 postes américains occupés par des « blancs », l'étaient autrefois par des « noirs ». Le rendement mensuel pour le mois de janvier 1886 était de 70 m3 excavés par homme; la « valeur industrielle » moyenne d'un manœuvre sous la période américaine descend à 67 m3; toutefois les conditions sanitaires permettent d'amener un personnel qualifié européen qui fait doubler la production.
Les premières excavatrices à vapeur sont employées, invention américaine récente (la première excavatrice à vapeur, la crane-excavator est brevetée en 1839 par William Otis, qui trouvent leur prolongement dans l'excavatrice à godets du Français Alphonse Couvreux de 1860. Les Américains y ajouteront leur propre matériel dont les steam shovels (pelle en butte), efficace pour l'excavation à sec sur terrain rocheux et dur, mais inefficace sur terrain meuble. Les vieilles excavatrices à godets (ladder dredge) française restées inactives de 1888 à 1906 seront donc relancées par les Américains, s’avérant plus performantes que le matériel américain (dipper dredge).

## Scandale de Panama

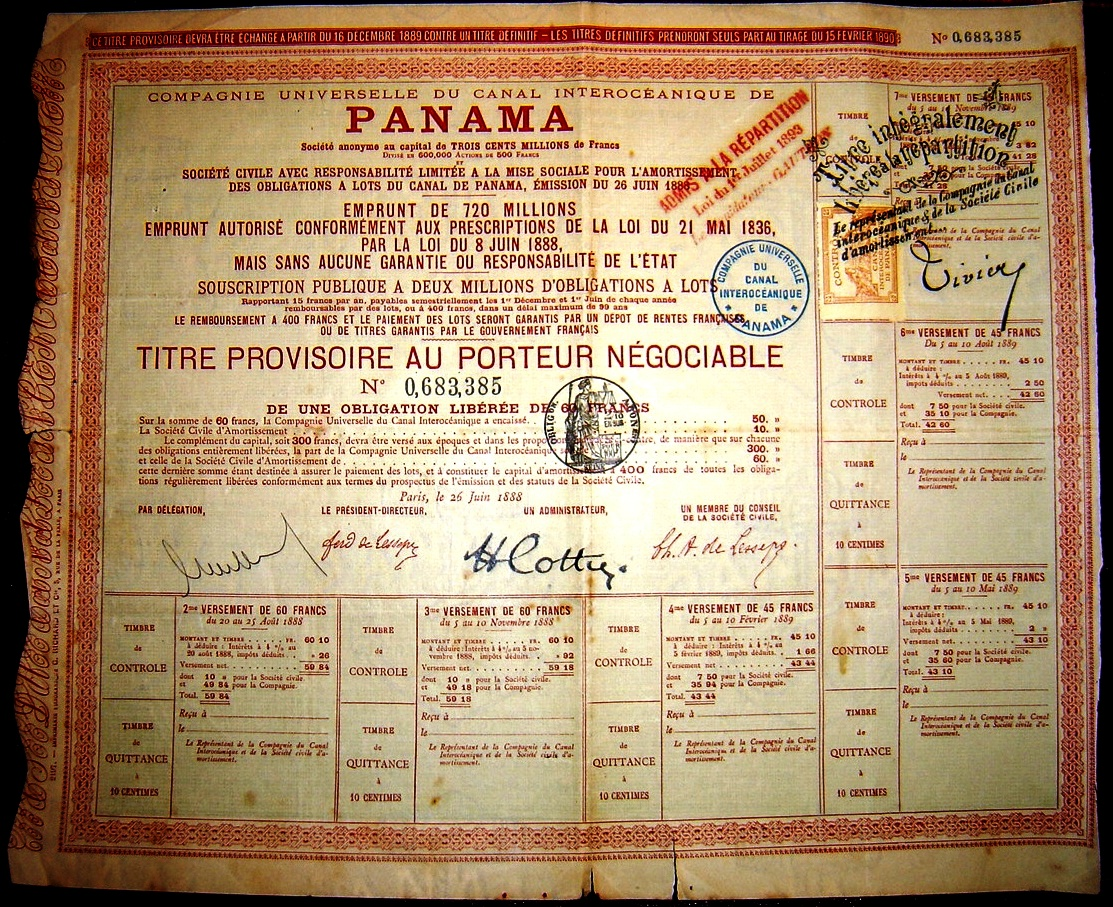
Compagnie universelle du canal interocéanique de Panama - Emprunt obligataire à lots de 1888

Malgré ces contretemps, en 1886, lors de sa tournée d’inspection, Ferdinand de Lesseps était très satisfait par l’avancée des travaux. Le fait de passer à un canal à écluses permettait à la compagnie d’économiser énormément d’argent et donc la réussite était  presque certaine. Mais cette même année, les adversaires de Lesseps ne le laissaient pas en paix et, à Paris, les intrigues se faisaient de plus en plus ouvertes contre la compagnie et influaient sur l’opinion publique, ce qui était très néfaste puisque l’argent finissait par ne plus entrer. En 1888, les caisses étaient vides. Lesseps fut obligé de cesser tous les travaux et d'abandonner le projet :  c’est la fin du « canal français ». Les remous de l'affaire en France constituent le Scandale de Panama.
La Compagnie de Panama ayant été mise en faillite le 4 février 1889, une nouvelle compagnie est créée en 1894 par le liquidateur judiciaire, sous le nom de Compagnie nouvelle du canal de Panama. Cette compagnie obtient de la Colombie la prolongation de la concession du canal jusqu'en 1904, sous condition de la poursuite des travaux, qui se concentrent sur le massif de la Culebra. Pour financer la compagnie, le liquidateur judiciaire se tourne vers ceux qui ont bénéficié financièrement de la Compagnie universelle, exigeant qu'ils investissent en échange de l'arrêt des poursuites judiciaires. Ces « actionnaires pénalisés » n'ont pas le droit de siéger au conseil d'administration. Parmi eux, on trouve des banquiers, mais aussi Gustave Eiffel, Philippe et Maurice Bunau-Varilla.
Philippe Bunau-Varilla, qui a été directeur général du Canal en 1885-86 et a ensuite supervisé les travaux de Culebra, se refuse à abandonner le projet du canal de Panama. Il tente de convaincre le tsar de Russie, élabore un projet anglo-français, puis se tourne vers le gouvernement des États-Unis qui pense alors creuser son propre canal au Nicaragua. Avec l'aide de financiers américains de Wall Street, Bunau-Varilla réussit en 1901 à faire adopter par le Congrès des États-Unis la poursuite des travaux au Panama. S'ensuit alors, en pleine guerre civile colombienne, une saga politico-financière entre les États-Unis, la Colombie et le Panama. Après plus de trois ans de guerre, un groupe d’indépendantistes discrètement soutenus par les États-Unis qui amadouent les 500 soldats colombiens en garnison dans la province de Panama en leur payant six mois de solde, déclare son indépendance le 3 novembre 1903 Le 18 novembre 1903, à New York, est signé le Traité Hay-Bunau-Varilla, faisant du Panama un protectorat. Les États-Unis reçoivent une frange de 10 milles de large des deux côtés du canal, pour sa construction et son exploitation à perpétuité. La souveraineté dans la zone du canal leur revient, le Panama étant « exclu de l’exercice de tels droits souverains, pouvoir ou autorité ». On leur concède aussi un droit d’ingérence permanent dans les affaires intérieures panaméennes, et la possibilité d’intervenir militairement en cas d’atteinte à l’ordre public. Cette clause prend force de loi lorsqu’on l’inclut dans la Constitution, promulguée le 20 février 1904, et rédigée avec la participation du consul américain William I. Buchanan

## Reprise en main américaine
Ayant pris le relais, les États-Unis sont bien décidés à mener à son terme un projet vital pour leur économie. Les travaux ont été conservés depuis 1895 dans un état convenable d'entretien. En 1902, une résolution du Congrès relance la machine en préparant une reprise de l'affaire par l'achat de ses droits à la Compagnie française, dont les obligataires et actionnaires seraient partiellement indemnisés de leurs pertes. Déjà l'année précédente, une Compagnie américaine s'était constituée et, après entente avec l'Angleterre (convention du 18 novembre 1901), les États-Unis s'engageaient à internationaliser le canal. Le traité Hay-Bunau-Varilla, qui valide cette opération, est signé le 18 novembre 1903 au lendemain de la révolution qui mène le Panama à l'indépendance à l'égard de la Colombie. Le 4 mai 1904, la Nouvelle Compagnie du Canal de Panama céda ses droits et son avoir aux États-Unis contre 40 millions de dollars.
Les travaux de percement reprennent dès le 4 mai, supervisés par la Commission du Canal Isthmique (en) et encadrés par le Corps du génie de l'armée des États-Unis dirigés par l'ingénieur en chef, d'abord John Findley Wallace de 1904 à juillet 1905 (il dispose d'une main d'œuvre insuffisante de 3 500 ouvriers dont 1 500 recrues américaines qui abandonnent progressivement le chantier touché par la fièvre jaune et la malaria), puis John Frank Stevens de 1905 à 1907 (il dispose fin 1906 de 26 000 hommes) et finalement le colonel George Washington Goethals de 1907 à 1916. Celui-ci élabore un projet comprenant entre autres la construction de trois ensembles d’écluses et la création d’un lac artificiel, le lac Gatún. Ce projet repose sur une étude menée par Adolphe Godin de Lépinay, en 1879, celui qu’il avait présenté au congrès. Son idée, que l’on peut caractériser de brillante, était de créer un canal à écluse, mais surtout la création d’un lac artificiel. Celui-ci permettrait de contenir les crues du Río Chagres lors des saisons de pluies. Le niveau de l’eau augmentant de 1 à 8 mètres. Il était donc nécessaire de régler ce problème pour pouvoir construire le canal. De plus la partie à creuser serait diminuée de 60%. En installant des écluses à chaque bout du lac artificiel, les bateaux pourront traverser le canal.
Les principales difficultés rencontrées par les Français trouvent une solution : éradication des fléaux et maladies avec la découverte de la cause de la malaria (éradication dans laquelle le chef du service sanitaire William C. Gorgas joua un rôle clef en préconisant l'emploi de moustiquaires et en pratiquant la fumigation de toutes les maisons du canal avec des produits insecticides, dont la poudre de pyrèthre ou le sulfure), équipements plus modernes (pelleteuses à vapeur montées sur rails, déchargeurs)... Un autre facteur de réussite dans la réalisation du projet est l’importance accordée au chemin de fer par les ingénieurs. L’année 1914 voit les travaux s’achever et, le 15 août de la même année, le président panaméen Belisario Porras, accompagné des officiels américains, inaugure le canal à bord du navire Ancón. 
Malgré la « coupure » artificielle du pays en deux avec l’ouverture de la voie maritime, il faut attendre 1931 pour voir apparaître la mise en service de deux traversiers reliant l’Est et l’Ouest du pays.
Dès l’ouverture, le trafic du canal connaît une croissance exceptionnelle, et le développement de la région ira grandissant.

## Administration américaine et retour sous le contrôle du Panama
La nouvelle république du Panama, représentée par Bunau-Varilla qui, ayant soutenu les insurgés, est devenu ministre plénipotentiaire du nouvel état, accorde alors aux États-Unis les droits à perpétuité sur le canal et sur une zone large de 8 kilomètres de chaque côté du tracé du canal (Zone du canal de Panama) en échange d'une somme de 10 millions de dollars et d'une rente annuelle de 250 000 dollars. La zone abritera une importante garnison américaine.
Le traité Hay-Bunau-Varilla est cependant contesté dans les décennies suivantes, le Panama souhaitant reprendre le contrôle de la zone du canal. Le général Omar Torrijos, au pouvoir depuis 1968, se lance dans un combat contre les États-Unis pour obtenir la souveraineté du Panama. En 1973, devant l'absence de progrès dans les négociations avec Washington, il tente de faire intervenir l'ONU : « Nous n'avons jamais été, ne sommes pas et ne serons jamais un État associé, une colonie ou un protectorat, et nous n'entendons pas ajouter une étoile au drapeau des États-Unis ». Mis en minorité, Washington oppose son véto à la résolution adoptée. 
Cependant, en 1977 Torrijos réussit à relancer les négociations sur la zone du canal et, le 7 septembre 1977, signe avec le président américain Jimmy Carter deux nouveaux traités (Traités Torrijos-Carter) abrogeant le traité de 1903 et prévoyant la rétrocession complète du canal aux Panaméens en 1999.  Au lendemain de la ratification des traités par le sénat américain, le New York Times révèle des plans de Torrijos pour saboter le canal en cas d'échec de la ratification. Le risque de violation de la neutralité du canal par le Panama a été un des motifs de l’invasion du Panama par les États-Unis fin 1989. Et en août 1990, le Chicago Tribune rapporte que, selon des notes manuscrites saisies par l'armée américaine, Torrijos avait effectivement demandé à Manuel Noriega de préparer de tels plans. Ces informations ont été confirmées depuis dans le livre de Noriega, America's Prisoner, publié en 1997. Le plan d'urgence portait le nom de code « Huele a Quemado » (« Ça sent le brûlé »). Selon Noriega, des spécialistes militaires panaméens avaient infiltré le cordon de sécurité américain et y ont vécu pendant deux mois, se faisant passer pour des paysans et des pêcheurs. Ils étaient prêts à attaquer le canal et la voie ferrée Panama-Colón avec des explosifs et des lance-roquettes au signal de Torrijos, pour être diffusés sous forme de message codé dans le programme d'une personnalité populaire de la radio.
Le canal est maintenant dirigé par l'Autorité du canal de Panama.

### Chronologie
- 1880 : première tentative de construction d'un canal au Panama par une compagnie française.
- 1882 : tremblement de terre
- 1902 : signature de la loi Spooner par le président Roosevelt. Les États-Unis acceptent de reprendre la construction du canal de Panama, après l'échec de la compagnie française.
- 1903 (janvier) : rédaction du traité Herrán-Hay concernant le droit de construction du canal de Panama aux États-Unis.
- 1903 (août) : rejet du traité Herrán-Hay par le congrès colombien.
- 1903 (novembre) : proclamation de l'Indépendance du Panama vis-à-vis de la Colombie, celui-ci est reconnu par le Congrès américain.
- 1903 (novembre) : signature du traité Hay-Buneau-Varilla par le nouveau gouverneur du Panama, Philippe Buneau-Villa. Les États-Unis ont désormais l'autorisation de continuer la construction du canal de Panama. Ils obtiendront également des territoires de part et d'autre du canal ainsi que l'entière souveraineté dans la zone du canal.
- 1904 : réouverture du chantier de Panama par les États-Unis.
- 1904 : Août, protestation du traité remise par Domingo de Obaldia sur la souveraineté sur la zone du canal.
- 1911 : Expulsion des autochtones de la zone du canal, arrivée des troupes US
- 1914 : achèvement de la construction du canal de Panama, symbolisé le 15 août de cette année par la traversée du canal du navire Ancón.
- 1936 : Traité d'Amitié et de Coopération de Roosevelt entre États-Unis et Panama.
- 1955 : Traité d'entente Mutuelle et de Coopération Remon-Eisonhower, annuité portée à 1 930 000 $.
- 1968 : Coup d'État, gouvernement révolutionnaire impose une renégociation des traités.
- 7 septembre 1977 : traités Torrijos-Carter qui dissouent la zone du canal de Panama et prévoit de rétrocéder au Panama la gestion administrative et le contrôle complet du canal pour le 31 décembre 1999
- décembre 1989 : invasion du Panama par les États-Unis et protection du canal (jusque fin janvier 1990)
- 31 décembre 1999 : rétrocession du contrôle complet du canal au Panama et création de l'Autorité du canal de Panama.